# Promethea
Promethea es una serie de cómic creada por Alan Moore y dibujada por J. H. Williams III, publicada por America's Best Comics. En Promethea también se han dejado ver artistas como Charles Vess (encargado de un relato dentro de la serie) o José Villarubia (encargado de las partes infográficas del cómic). 
Cuenta la historia de una universitaria llamada Sophie Bangs, que descubre que puede encarnar a una entidad muy poderosa llamada Promethea, cuya tarea es traer el Apocalipsis. La historia se enmarca en una versión alternativa y futurista de Nueva York en el año 1999.
Originalmente la colección se publicó en América en 32 números en formato grapa en los años 1999-2005, más tarde se reeditó en 5 volúmenes (tanto en rústica como cartoné) y en 3 volúmenes en formato Absolute. La serie incluye temáticas como la magia, la mitología, la espiritualidad y el más allá, así como elementos propios de la ciencia ficción y de los cómics de superhéroes. Además, Promethea destaca por su amplia experimentación visual y artística.

## Edición Española

### Planeta DeAgostini
Planeta sería la primera editorial española en publicar la serie de Promethea bajo su sello World Comics, publicando solamente 27 de los 32 números que la componen. Se editarían de la siguiente manera:
- Promethea #1-12 (XI/2000 - IX/2001): Serie regular en grapa de 12 números que incluyen los primeros 12 números de la edición americana de Promethea. (32 páginas c/u).

- Promethea (V/2003 - XII/2004): Edición en 4 tomos que recopila los #13-27 de la colección (96 páginas c/u):
  - Promethea 1: El Amor y la Ley (V/2003): Contiene Promethea #13-16.
  - Promethea 2: La Tierra del Padre (VIII/2003): Contiene Promethea #17-20.
  - Promethea 3: La Serpiente y la Paloma (XI/2003): Contiene Promethea #21-23.
  - Promethea 4: Una Corte más Suprema (XII/2004): Contiene Promethea #24-27.

### Norma Editorial
Norma editaría al completo la colección basándose en la edición americana en 5 tomos en cartoné:
- Promethea #1 (II/2007): Contiene Promethea #1-6. (175 páginas).
- Promethea #2 (IX/2007): Contiene Promethea #7-12. (160 páginas).
- Promethea #3 (XII/2007): Contiene Promethea #13-18. (160 páginas).
- Promethea #4 (VII/2008): Contiene Promethea #19-25. (192 páginas).
- Promethea #5 (X/2008): Contiene Promethea #26-32. (200 páginas).

### ECC Ediciones
Actualmente ECC está editando una edición en tres tomos en cartoné basándose en la edición Absolute americana. Por el momento ha publicado el primer volumen:
- Promethea: Libro Uno (V/2016): Contiene Promethea #1-12. (336 páginas).

- Promethea: Libro Dos: Actualmente no disponible. Contiene Promethea #13-23.(336 páginas).

- Promethea: Libro Tres: Contiene Promethea #24-32. (336 páginas).

## Premios
- 2000. Premio Eisner al Mejor Guionista Alan Moore.
- 2001  Premio Eisner al Mejor Guionista Alan Moore.
- 2001  Premio Eisner alº #10: "Sex, Stars, and Serpents".
- 2004  Premio Eisner al Mejor Guionista y mejor cómic en serie continuada, mejor equipo de dibujante-entintador y mejor colorista.

- Datos: Q2251736